# UFC on ESPN: Hermansson vs. Vettori
UFC on ESPN: Hermansson vs. Vettori (también conocido como UFC on ESPN 19 y UFC Vegas 16) fue un evento de artes marciales mixtas producido por Ultimate Fighting Championship que tuvo lugar el 5 de diciembre de 2020 en las instalaciones del UFC Apex en Enterprise, Nevada, parte del área metropolitana de Las Vegas, Estados Unidos.

## Antecedentes
La promoción tenía como objetivo un combate de Peso Medio entre el ex aspirante al Campeonato de Peso Wélter de la UFC, Darren Till, y Jack Hermansson como cabeza de cartel del evento. Sin embargo, el 6 de noviembre se supo que Till se vio obligado a retirarse del combate previsto debido a una lesión no revelada. Fue sustituido por Kevin Holland. A su vez, Holland fue retirado del combate el 28 de noviembre tras dar positivo por COVID-19. Marvin Vettori, que debía enfrentarse al ex Campeón de Peso Medio de Strikeforce, Ronaldo Souza, una semana después en UFC 256, fue su sustituto. La UFC también optó por reprogramar a Holland como sustituto de Vettori en UFC 256.
John Allan y Roman Dolidze estaban programados originalmente para enfrentarse en UFC 255 en un combate de Peso Semipesado. Al final se reprogramó para este evento.
En este evento se esperaba un combate de Peso Gallo entre Cody Stamann y Merab Dvalishvili. Sin embargo, el 22 de octubre se anunció que Stamann se retiraba por razones no reveladas. Fue sustituido por Raoni Barcelos. La nueva reserva se frustró el 19 de noviembre, ya que se reveló que Barcelos fue retirado del concurso debido a una suspensión médica relacionada con su último combate en UFC on ESPN: Santos vs. Teixeira.
Un combate de Peso Pluma entre Gabriel Benítez y Justin Jaynes estaba inicialmente programado para UFC Fight Night: Felder vs. dos Anjos un mes antes, pero el emparejamiento se pospuso después de que Benítez diera positivo por COVID-19. El combate se mantuvo intacto y tuvo lugar en este evento.
También programado para UFC Fight Night: Felder vs. dos Anjos, un combate de Peso Gallo entre Louis Smolka y José Alberto Quiñónez fue cancelado después de que Smolka se retirara de su pelea como resultado de los efectos de su corte de peso el día del evento. El combate fue reprogramado para este evento.
Se esperaba que Maryna Moroz se enfrentara a Taila Santos en un combate de Peso Mosca Femenino en este evento. Sin embargo, el 18 de noviembre se anunció que Moroz tenía que retirarse y que Montana De La Rosa sería su sustituta. A pocas horas del evento, la UFC decidió retirar la pelea después de que uno de los esquineros de De La Rosa diera positivo por COVID-19. Santos fue entonces reprogramada para enfrentarse a Gillian Robertson dos semanas después en UFC Fight Night: Thompson vs. Neal.
En este evento se esperaba un combate de Peso Gallo Gemenino entre la ex retadora del Campeonato de Peso Gallo Femenino de la UFC, Bethe Correia, y Wu Yanan. Sin embargo, debido a problemas de visa, se reprogramó para UFC Fight Night: Holloway vs. Kattar el 16 de enero de 2021.
En el pesaje, el ex retador interino del Campeonato de Peso Pesado Ligero de la UFC, Ovince Saint Preux, pesó 207.5 libras, una libra y media por encima del límite de la pelea de Peso Semipesado sin título. Su combate se desarrolló con un Peso Capturado y se le impuso una multa del 20% de su bolsa individual, que fue a parar a su oponente Jamahal Hill.
Además de la cancelación del combate entre De La Rosa y Santos, también se eliminaron otros dos combates del evento: un combate de Peso Pluma entre Nate Landwehr y Movsar Evloev, así como un combate de Peso Mosca entre Cody Durden y Jimmy Flick. El primero se debió a que Evloev dio positivo por COVID-19. El segundo se debió a un problema médico no relacionado con el COVID de Durden, antes de ser reprogramado para UFC Fight Night: Thompson vs. Neal.

## Premios de bonificación
Los siguientes luchadores recibieron bonificaciones de $50000 dólares.
- Pelea de la Noche: Marvin Vettori vs. Jack Hermansson
- Actuación de la Noche: Gabriel Benítez y Jordan Leavitt